# Erik Scavenius

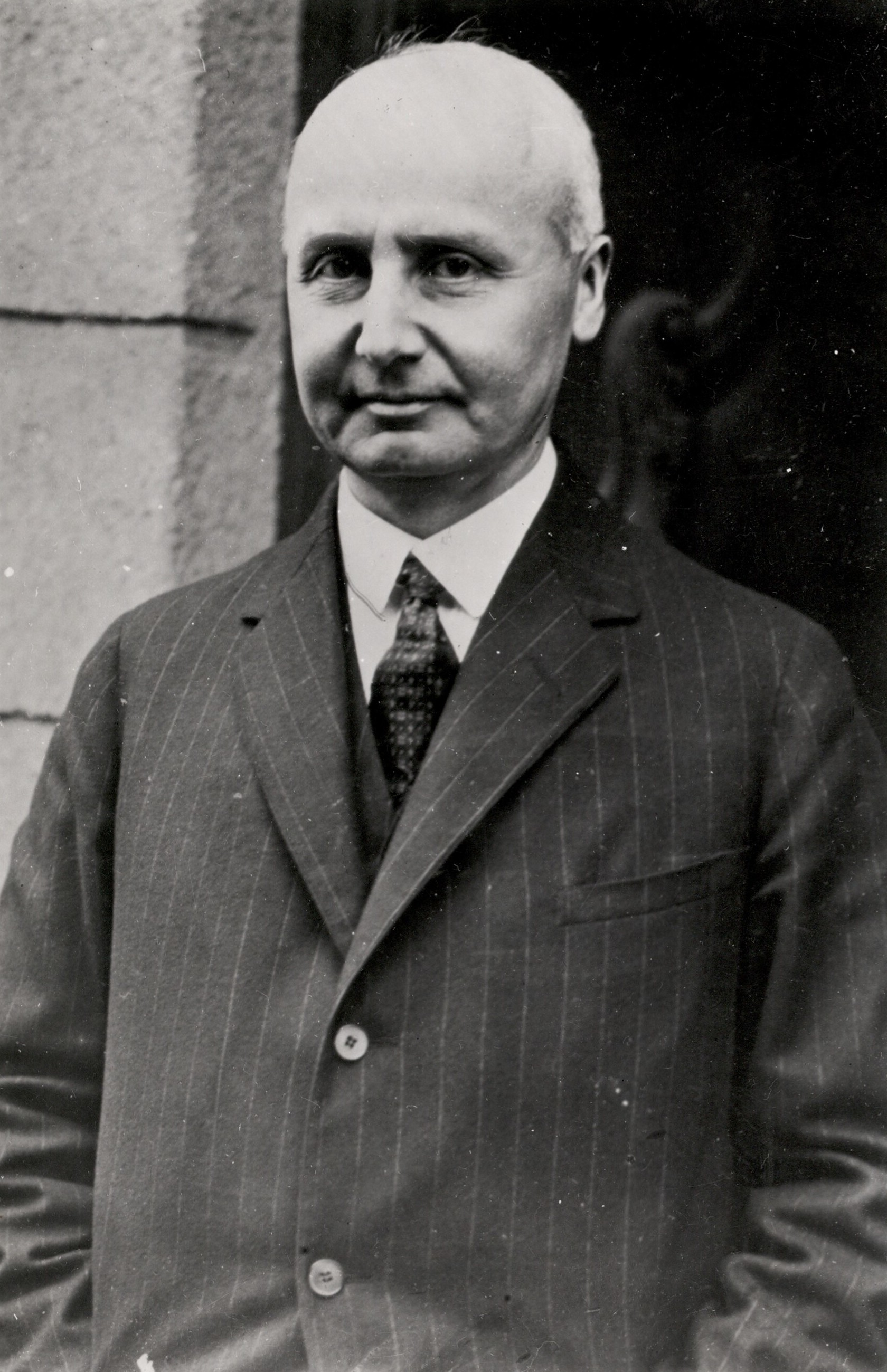
Erik Scavenius.

Erik Scavenius (Klintholm, 13 juli 1877 - Gentofte, 29 november 1962) was een Deens politicus en eerste minister ten tijde van de Tweede Wereldoorlog.

## Levensloop

### Beroepsloopbaan
Scavenius stamde uit een adellijke familie. In 1901 studeerde hij af in de economie, waarna hij diplomaat werd, een traditie binnen zijn familie. Eerst ging hij aan de slag op het ministerie van Buitenlandse Zaken, alvorens hij van 1906 tot 1908 secretaris was van de Deense ambassade in Berlijn. Vervolgens werd hij departementshoofd op Buitenlandse Zaken en was hij van 1912 tot 1913 Deens gezant in Wenen en Rome. Van 1924 tot 1932 was hij ook gezant in Stockholm en van 1932 tot 1940 was hij voorzitter van de raad van bestuur van de belangrijke krant Politiken. Daarnaast was hij van 1915 tot 1946 eigenaar van een groot landgoed en vanaf 1945 trad hij op als adviseur bij maritieme en economische problemen.

### Politieke carrière
Op 28 oktober 1909 werd de 32-jarige Scavenius verrassend benoemd tot minister van Buitenlandse Zaken in de sociaal-liberale regering van Carl Theodor Zahle, wat hij bleef tot en met 5 juli 1910. Op 21 juni 1913 werd hij opnieuw minister van Buitenlandse Zaken in het tweede kabinet van Zahle, ditmaal tot en met 30 maart 1920. Tijdens de Eerste Wereldoorlog bleef hij de neutraliteitspolitiek van Denemarken handhaven, om deelname aan de oorlog te voorkomen. Niettemin ging hij in augustus 1914 in op het Duitse verzoek om mijnen in de Deense zeestraten te leggen. Als minister van Buitenlandse Zaken was hij een belangrijk figuur bij de onderhandelingen over de overdracht van delen van Sleeswijk aan Denemarken. Scavenius was een van de grootste verdedigers van de officiële positie van de Deense regering, die enkel gebieden wilde annexeren waar de meerderheid van de bevolking Deens was en daardoor in conflict kwam met koning Christiaan X en diegenen die Sleeswijk volledig bij Denemarken wilden voegen. 
Op 8 juli 1940, kort na de bezetting van Denemarken door Nazi-Duitsland, werd Scavenius een derde maal minister van Buitenlandse Zaken. In die hoedanigheid was hij een belangrijk contactpersoon tussen de Deense regering en de Duitse autoriteiten. Na een diplomatieke crisis tussen Denemarken en Nazi-Duitsland werd Scavenius op 9 november 1942 eveneens premier van een coalitieregering. Hij was meer een professionele diplomaat dan een verkozen politicus en leidde zijn regering op een elitaire manier. Tijdens zijn premierschap beschouwde het sociaal-liberale Det Radikale Venstre hem niet als zijn vertegenwoordiger, hoewel de partij zijn beleid wel steunde, net als de andere coalitiepartners. 
Scavenius was bezorgd dat de emotionele publieke opinie zijn pogingen om een compromis te vinden tussen de Deense soevereiniteit en de realiteit van de bezetting zou destabiliseren. Ook was hij ervan overtuigd dat hij de felste verdediger van Denemarken was. Na de oorlog was er veel kritiek op zijn standpunt, vooral bij leden van het actieve verzet, die vonden dat hij hun zaak had gehinderd en de nationale eer van Denemarken had bedreigd.
Op 29 augustus 1943 werden Scavenius en zijn ministers door de Duitse autoriteiten van alle macht ontheven, naar aanleiding van de weigering van de regering om de Duitse ambassadeur tevreden te stellen. Zijn regering trad vervolgens af en nam geen initiatieven meer, hoewel het ontslag nooit formeel aanvaard werd door koning Christiaan X. Hierdoor bleef het kabinet de facto bestaan tot er na de Bevrijding op 5 mei 1945 een nieuwe regering werd gevormd. Na 1945 was Scavenius politiek geïsoleerd, omdat hij beschuldigd werd van wanbeheer tijdens de Duitse bezetting. In 1955 zag een parlementaire commissie die dat moest onderzoeken echter geen enkele reden om hem daarvoor te vervolgen voor het Hooggerechtshof.
- Bibsys: 90253611
- Bibliothèque nationale de France: cb12480673n (data)
- Gemeinsame Normdatei: 120119854
- International Standard Name Identifier: 0000 0000 7731 1027
- Library of Congress Control Number: n81022756
- Nederlandse Thesaurus van Auteursnamen: 16908969X
- LIBRIS: 333217
- Système universitaire de documentation: 03400758X
- Virtual International Authority File: 71493059
- WorldCat: E39PBJmpbWXwrFMgFXqKfHMdcP